# Gottlob von Hodenberg

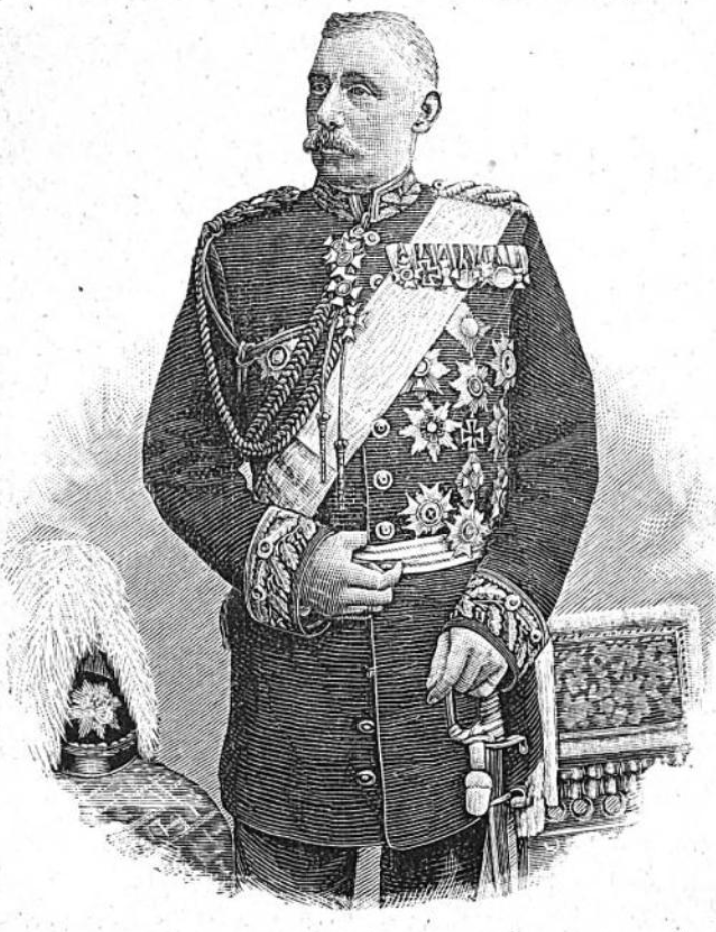
Gottlob von Hodenberg

Georg Friedrich Gottlob Bodo Freiherr von Hodenberg (* 11. Oktober 1838 in Harburg; † 1. April 1903 in Leipzig, Stadtteil Kleinzschocher) war ein königlich sächsischer General der Infanterie.

## Leben

### Herkunft
Seine Eltern waren der Oberamtmann Hermann Ludwig von Hodenberg (1801–1866) und dessen zweite Ehefrau Hedwig Johanne Margarethe Karoline, geborene von Bülow (1814–1890).

### Militärkarriere
Er erhielt seine Schulbildung im hannoverischen Kadettenkorps. Von dort kam er 1856 als Portepeefähnrich in die Artilleriebrigade. Im November 1856 wurde er als Leutnant in das 3. Artilleriebataillon versetzt und dort 1859 zum Oberleutnant befördert. Anschließend wurde er 1861 als Generalstabsoffizier 2. Klasse zum Generalstab nach Hannover versetzt. Er machte topographische Aufnahmen und war von 1863 bis 1864 zum Cambridge-Dragonerregiment und zum 1. Jägerbataillon abgeordnet. 1866 wurde er dann zum Generalstabsoffizier 1. Klasse ernannt.
Während des Deutschen Krieges von 1866 kam er in den Generalstab des Kommandierenden Generals der hannoverschen Armee und kämpfte als solcher in der Schlacht bei Langensalza. Nach dem Pyrrhussieg und der Niederlage wurde das Königreich Hannover von Preußen annektiert und die Armee aufgelöst. Viele Offiziere gingen in preußische Dienste, Hodenberg hingegen wechselte in die Sächsische Armee. 1867 kam er dort als Hauptmann und Kompaniechef in das 2. Grenadier-Regiment Nr. 102, aber schon 1868 wurde er in die taktische Abteilung des sächsischen Generalstabs geholt. Während des Deutsch-Französischen Krieges kam er als Generalstabsoffizier in den sächsischen Generalstab. Er kämpfte in allen Schlachten des sächsischen Armeekorps und erhielt dafür beide Klassen des Eisernen Kreuzes.
Nach dem Krieg wurde er 1871 in den preußischen Generalstab geholt, um an der von der kriegsgeschichtlichen Abteilung übernommenen Erstellung des Generalstabswerkes mitzuarbeiten. Dabei hatte er die Aufgabe die Teilnahme der sächsischen Truppen darzustellen. In dieser Zeit wurde er 1873 zum Major befördert, 1875 kehrte er dann nach Dresden zurück. Nach seiner Rückkehr wurde er Generalstabsoffizier der 1. Infanterie-Division, 1878 kam er als solcher in das Generalkommando. Zum Oberstleutnant befördert, erhielt er 1879 das Kommando des I. Bataillons des 1. (Leib-)Grenadier-Regiments Nr. 100 und dort im Jahr 1882 das Patent als Oberst. Im Jahr 1883 kam er als Kommandeur in das 2. Grenadier-Regiment Nr. 101 und 1887 als Kommandeur in die 6. Infanterie-Brigade Nr. 64. Dort wurde er im Jahr 1888 zum Generalmajor und 1890 zum General à la suite des Königs Albert von Sachsen ernannt. Im Jahr 1892 wurde zum Generalleutnant befördert und zeitgleich zum diensttuenden Generaladjutanten des Königs ernannt. 1893 kam er an die Spitze der 2. Division Nr. 24, erhielt am 12. September 1896 seine Beförderung zum General der Infanterie und drei Tage später die Erlaubnis zur Annahme des Roten Adlerordens I. Klasse. In Genehmigung seines Abschiedsgesuches wurde Hodenberg am 2. April 1897 mit Pension und der Erlaubnis zum Tragen seiner Uniform zur Disposition gestellt.

### Auszeichnungen
- Komturkreuz 1. Klasse des Verdienstordens
- Großkreuz des Albrechts-Ordens
- Dienstauszeichnungskreuz
- Großkreuz des Ordens vom Zähringer Löwen
- Ritterkreuz 2. Klasse des Ernst-August-Ordens
- Großkreuz des Franz-Joseph-Ordens
- Ehrengroßkomtur des Oldenburgischen Haus- und Verdienstordens
- Kronen-Orden I. Klasse
- Großkreuz des Herzoglich Sachsen-Ernestinischen Hausordens
- Ehrenkreuz von Schwarzburg I. Klasse
- Großkreuz des Schwertordens
- Großkreuz des Großherzoglich Toscanischen Militär-Verdienstordens
- Großkreuz des Friedrichs-Ordens
- Großkreuz des Hausordens vom Weißen Falken
- Großherzoglich sachsen-weimarische Goldene Jubiläumsmedaille
- Fürstlich Reußische Zivil-Ehrenkreuz

### Familie
Hodenberg heiratete am 22. September 1877 in Dresden Helene von Voß (* 1849) Das Paar hatte mehrere Kinder:
- Ida (* 1879)
- Helene (* 1880) ⚭ Bernhard von Tauchnitz (* 1876)
- Rolf (* 1883)
- Ilse (* 1892)